# Wachowie

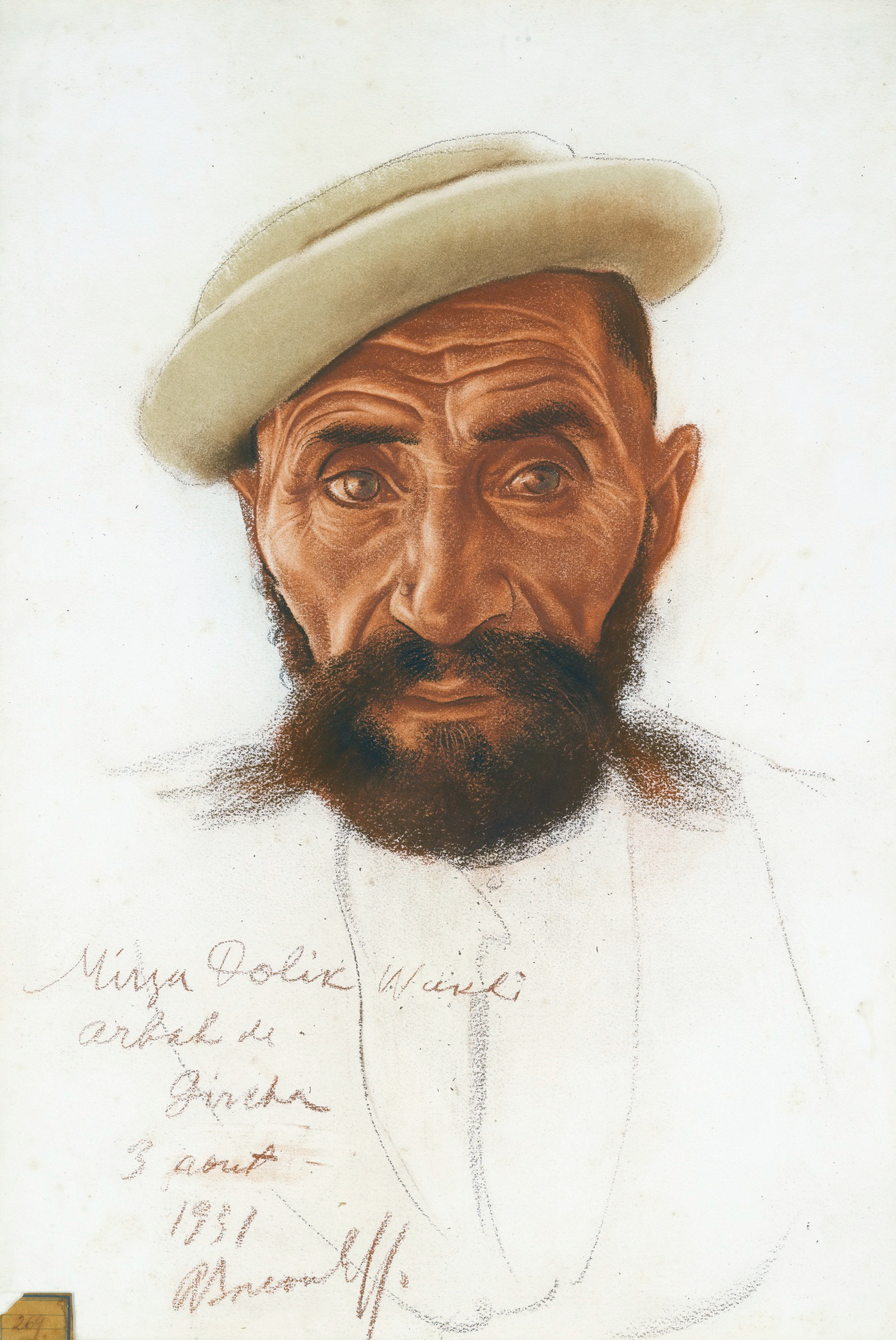
Portret wachijskiego mężczyzny

Wachowie – grupa etniczna pochodzenia irańskiego, zamieszkująca najwyższe części Pamiru, a więc południowo-wschodnie części Górskiego Badachszanu w Tadżykistanie, afgański korytarz wachański oraz północną, górską część Pakistanu.
Jest to lud dość słabo znany, a jego liczebność wynosi według różnych szacunków 15–20 tysięcy osób. Wachowie posługują się archaicznym językiem wachańskim, który występuje jedynie w formie mówionej (aż do połowy XX wieku Wachowie nie posługiwali się żadnym pismem), lecz większość z nich sprawnie posługuje się również językami tadżyckim oraz paszto, których to używają jako języków pisanych. Wyznają islam. Żyją w niedużych wioskach zwanych qishlaq, składających się z kilku połączonych domów. Zajmują się rolnictwem – uprawiają głównie pszenicę – oraz hodowlą i pasterstwem, głównie kóz i jaków.